# Sophie-Caroline de Brunswick-Wolfenbüttel
La grande-duchesse Sophie-Caroline Marie de Brunswick-Wolfenbüttel (allemand : Sophie Karoline Marie; 7 octobre 1737 – 22 décembre 1817) est margravine de Brandebourg-Bayreuth, par son mariage avec Frédéric III de Brandebourg-Bayreuth. Elle est la fille aînée de Charles Ier de Brunswick-Wolfenbüttel, et sa femme, Philippine-Charlotte de Prusse, sœur de Frédéric le Grand.

## L'échec du mariage anglais
En 1753, George II de Grande-Bretagne espère faire épouser Sophie-Caroline à son petit-fils George, Prince de Galles (le futur George III). C'est une tentative pour améliorer les relations avec la Prusse, car Sophie-Caroline est une nièce de Frédéric II de Prusse et George II a besoin de troupes pour compenser l'alliance entre la France et l'Autriche qui a eu lieu à la suite de la Révolution diplomatique. La mère du prince, Augusta de Saxe-Gotha-Altenbourg, contrarie les plans de George II, augmentant les tensions au sein de la famille royale britannique. Le Prince de Galles lui-même, influencé par sa mère, s'oppose fermement au projet, déclarant qu'il ne serait pas "bewolfenbuttelled". Augusta veut que son fils épouse sa nièce Frédérique, mais cette union ne s'est pas faite non plus. Peu de temps après être devenu roi en 1760, George III épouse finalement Charlotte de Mecklembourg-Strelitz.
Le refus de Georges et sa mère reflète aussi une autre réalité en évolution dans la politique étrangère britannique : la relation avec l'Électorat de Hanovre. George II et son père Georges Ier sont très attachés à l'électorat. En tant que fille du duc de Brunswick-Wolfenbüttel, Sophie Caroline est ancestralement liée à la voisine de Hanovre ; de bonnes relations entre l'électorat et de ses voisins, sont vitales pour le maintien de sa sécurité, en particulier alors que la Guerre de Sept Ans approche. Le Prince de Galles et de sa mère ne possèdent pas le même attachement à Hanovre, ce qui influence leur décision de rejeter un mariage avec Sophie Caroline. Pendant ce temps, Charles-Guillaume-Ferdinand de Brunswick-Wolfenbüttel, frère de Sophie-Caroline, épouse la princesse Augusta-Charlotte, et en 1764, George IV épouse leur fille Caroline de Brunswick, poursuivant ainsi les liens étroits entre les deux maisons.

## Mariage
A Brunswick, le 20 septembre 1759, onze mois après le décès de sa première épouse Wilhelmine de Bayreuth, Sophie Caroline épouse Frédéric III de Brandebourg-Bayreuth. Il a vingt-six ans de plus qu'elle et leur mariage reste sans enfant. Frédéric a une fille, Élisabeth-Frédérique-Sophie de Brandebourg-Bayreuth, de son premier mariage; la jeune fille a cinq ans de plus que Sophie-Caroline. Frédéric est mort le 26 février 1763. Sans descendant masculin, il est remplacé à sa mort par son oncle, Frédéric-Christian de Brandebourg-Bayreuth.
Sophie Caroline est décédée le 22 décembre 1817, à l'âge de 80 ans. Elle ne s'est jamais remariée.

## Sources
- (en) Jeremy Black, George III : America's Last King, New Haven (Conn.)/London, Yale University Press, 2006, 475 p. (ISBN 0-300-11732-9, lire en ligne)
- Jeremy Black, George II : Puppet of the Politicians?, University of Exeter Press, 2007, 303 p. (ISBN 978-0-85989-807-2 et 0-85989-807-5)
- Christopher Hibbert, George III : A Personal History, Basic Books, 1998, 512 p. (ISBN 0-465-02724-5)